# Université d'État de Saint-Pétersbourg
L'université d’État de Saint-Pétersbourg (en russe : Санкт-Петербургский государственный университет, СПбГУ) est un établissement d'enseignement supérieur situé à Saint-Pétersbourg en Russie. L'établissement d'origine, fondé par un décret de Pierre le Grand le 28 janvier 1724, est la plus ancienne université créée en Russie. Elle s'appelait jusqu'en 1914, l'« université impériale de Saint-Pétersbourg », puis « université impériale de Petrograd » et après la révolution de février 1917, « université de Petrograd ». De 1924 à 1948, elle s'est appelée « université d'État de Léningrad » et de 1948 à 1989 « université d'État Jdanov de Léningrad ». Elle a pris son nom actuel en 1991. Les bâtiments de l'université sont situés sur l’île Vassilievski, non loin de la Néva.

## Facultés

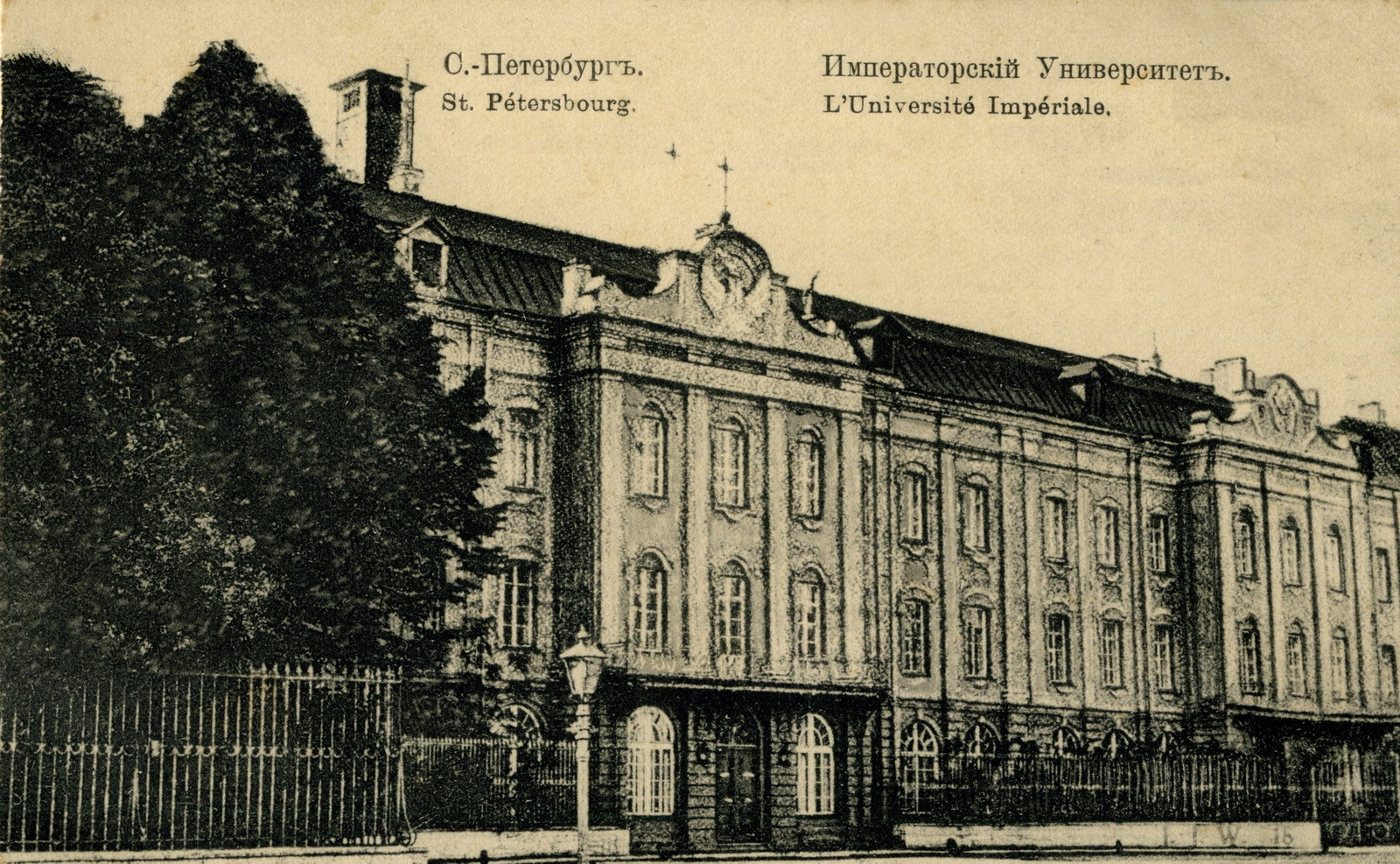
Carte postale représentant l'université impériale vers 1910.

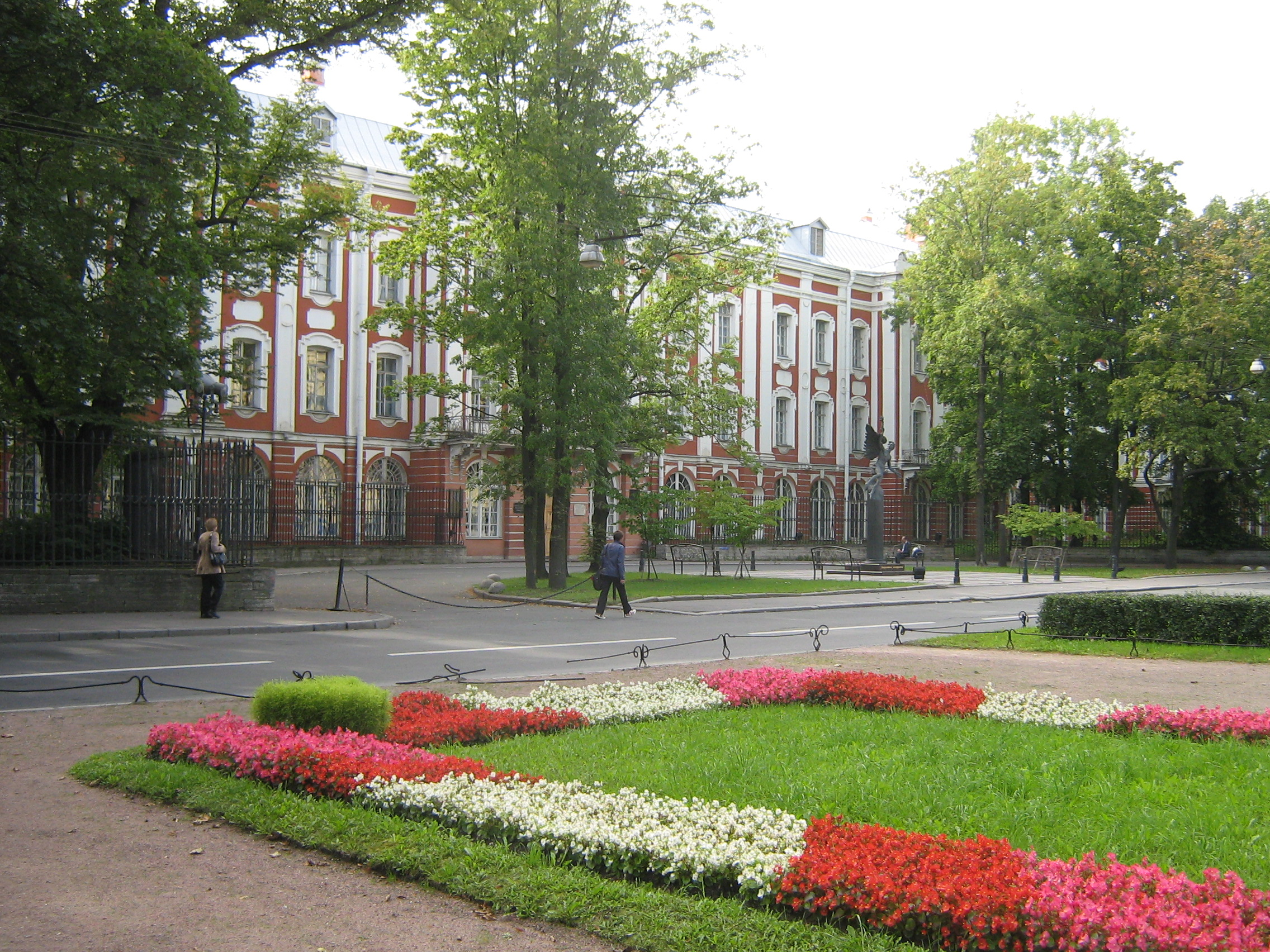
Façade de l'université en 2012.

L'université comprend vingt-quatre facultés et écoles supérieures :
- Faculté des arts
- Faculté des arts libéraux et des sciences
- Faculté de biologie et pédologie
- Faculté de chimie
- Faculté de droit
- Faculté d'économie
- Faculté d'enseignement militaire
- Faculté de géographie et de géoécologie
- Faculté de géologie
- Faculté d'histoire
- École supérieure de journalisme et de communications de masse
- École supérieure de management
- Faculté de mathématiques et mécanique
- Faculté de mathématiques appliquées
- Faculté de médecine
- Faculté orientale
- Faculté de philologie
- Faculté de philosophie
- Faculté de physique
- Faculté de psychologie
- Faculté de relations internationales
- Faculté de sciences politiques
- Faculté de sociologie
- Faculté de stomatologie et de technologies médicales

## Campus

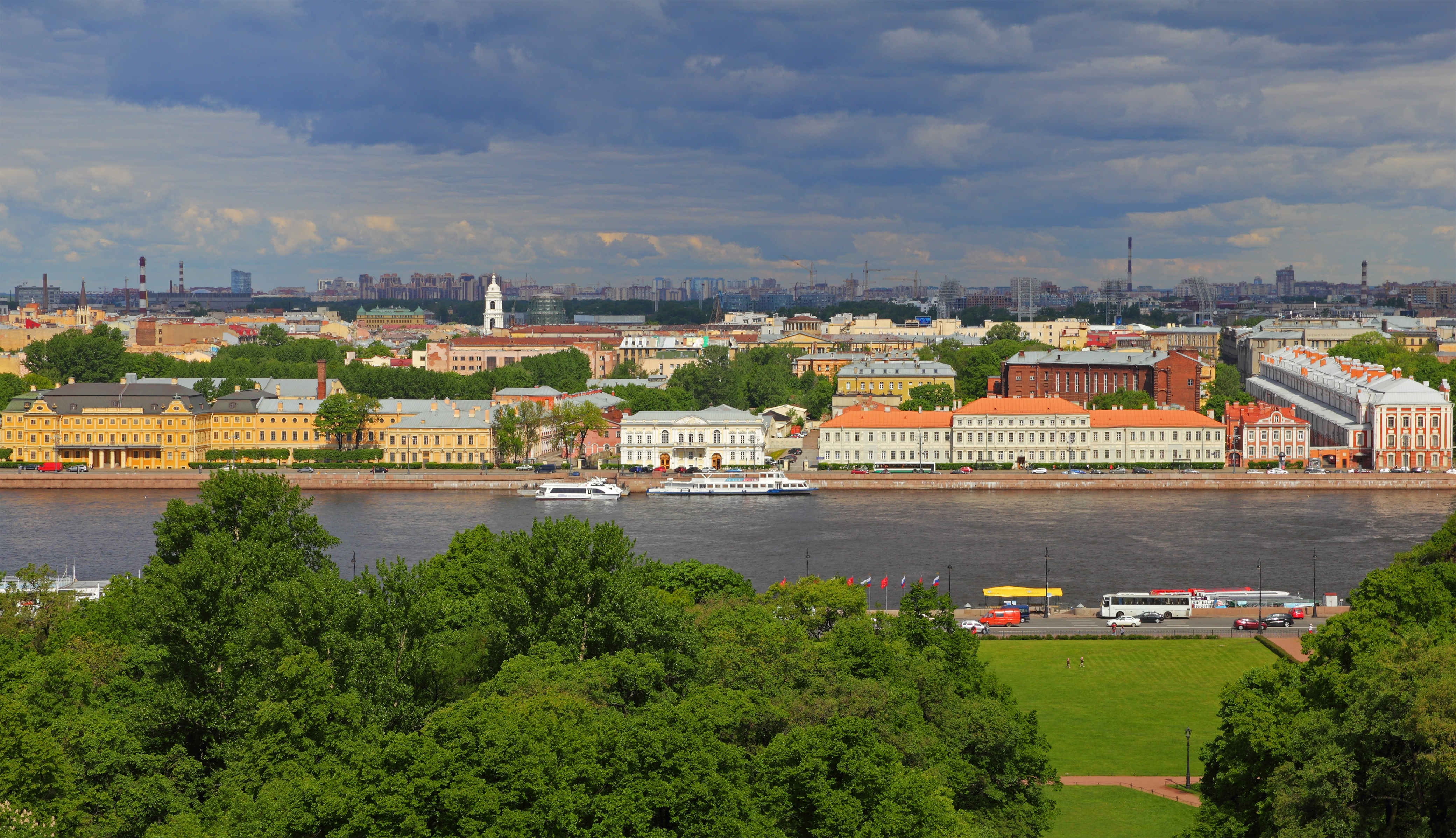
L'université de Saint-Pétersbourg vue depuis la cathédrale Saint-Isaac.

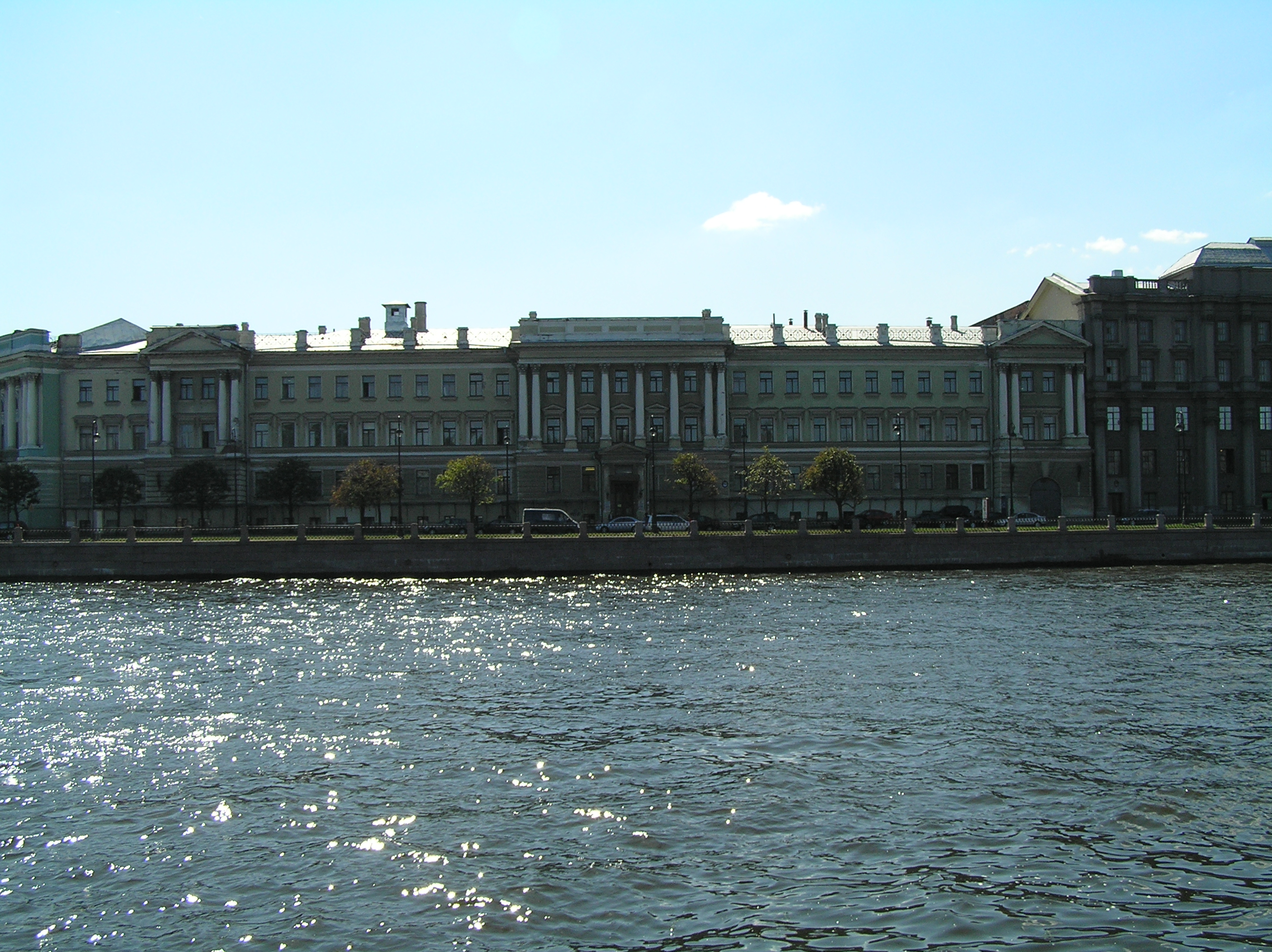
Vue de la faculté de psychologie sur le quai Amiral-Makarov.

L'université est organisée autour de deux sites : à l'île Vassilievski dans le centre historique de la ville, et à Peterhof, dans la banlieue sud-ouest, qui est relié par train à partir de la gare de la Baltique.
Les bâtiments principaux de l'université se trouvent dans les Douze Collèges, à l'île Vassilievski. Ils comprennent la bibliothèque, la faculté de biologie et de pédologie et la faculté de géologie.
La faculté de philosophie et la faculté orientale sont logées dans un édifice de style baroque pétrin du XVIIIe siècle bâti par Domenico Trezzini sur le quai de l'Université au bord de la Grande Néva. C'était à l'origine le palais de Pierre II.
Le nouveau Gostiny Dvor (ou Cour des Marchands) bâti par Giacomo Quarenghi au début du XIXe siècle abrite aujourd'hui la faculté d'histoire et la faculté de philosophie. La faculté de psychologie se trouve en face sur le quai Amiral-Makarov, au bord de la Petite Néva. L'école supérieure de management, l'école supérieure de journalisme, la faculté de géographie et de géoécologie, la faculté de médecine, la faculté de stomatologie et de technologies médicales, la faculté de droit et la faculté d'enseignement militaire sont également situées à l'île Vassilievski, mais plus loin à l'ouest.
Quatre autres facultés se trouvent à l'est du centre-ville sur la rive sud de la Néva : ce sont la faculté d'économie qui est proche de la station de métro Tchernychevskaïa, tandis que la faculté de sociologie, la faculté de science politique et l'école des relations internationales occupent les bâtiments historiques du couvent Smolny.
Le nouveau campus de banlieue consiste en la faculté des mathématiques appliquées, la faculté de chimie, la faculté de mathématiques et de mécanique, et la faculté de physique, dans des locaux modernes à Peterhof.

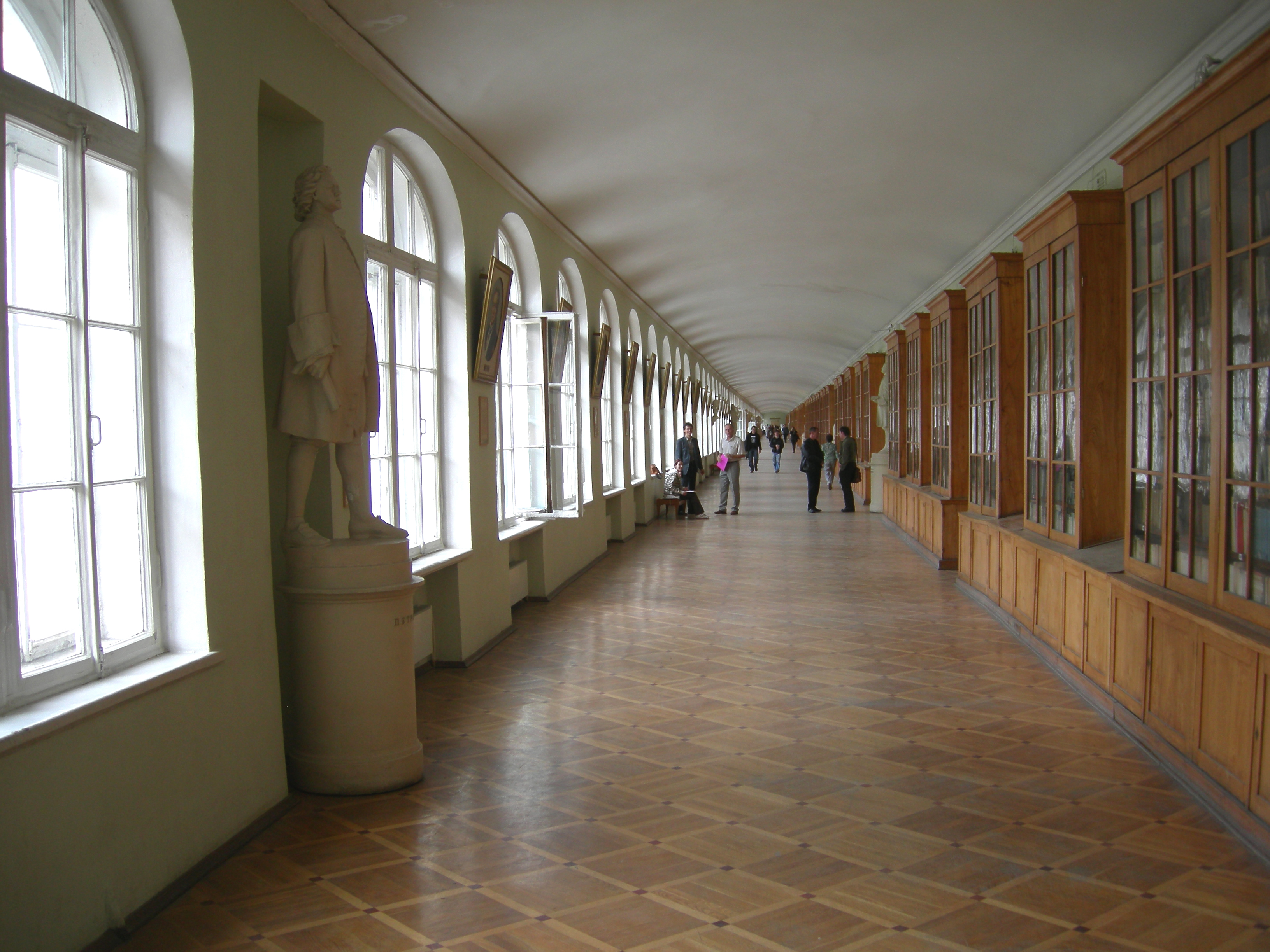
Couloir des Douze Collèges, le plus long d'Europe.
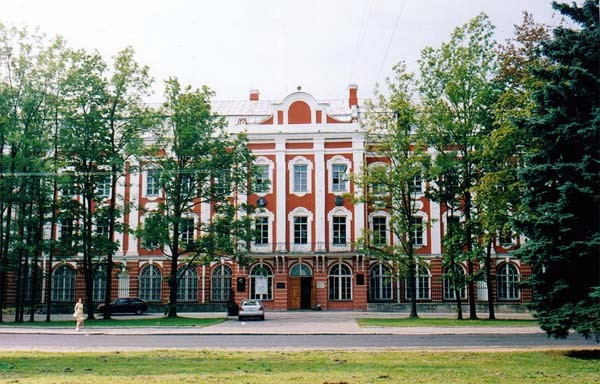
Façade d'un des Douze Collèges.
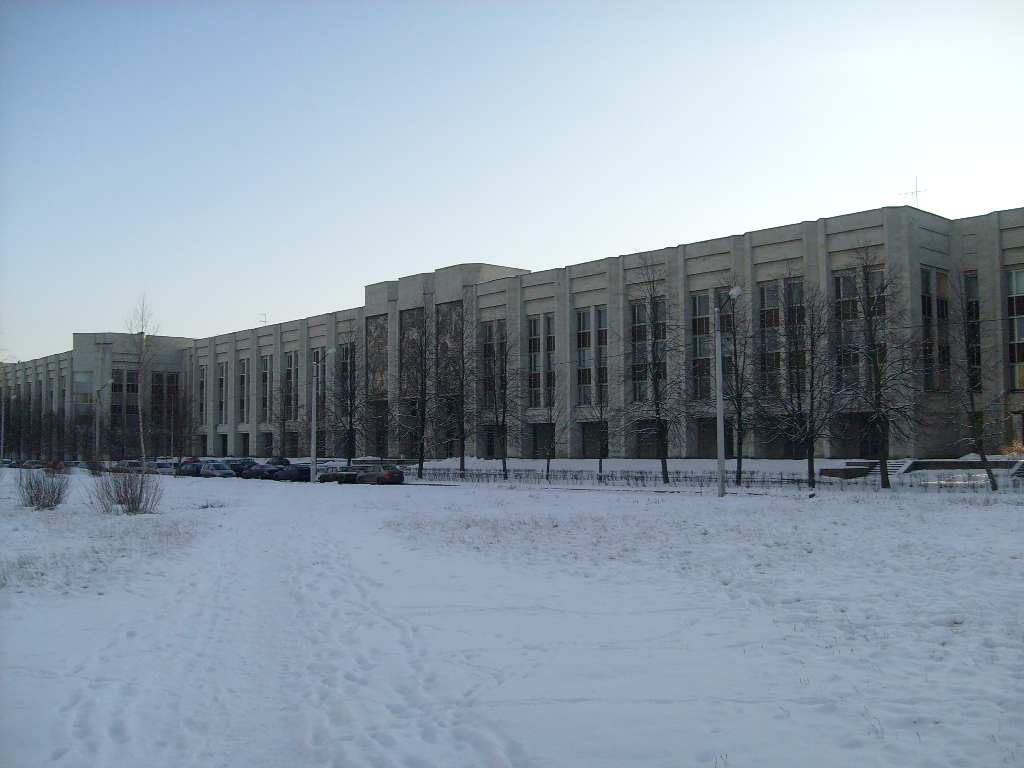
Faculté de mathématiques et de mécanique à Peterhof.

## Historique
L'université considère que sa date de fondation est le 24 janvier 1724 lorsque Pierre le Grand l'institue par décret du sénat avec l'académie académique et l'Académie des sciences de Saint-Pétersbourg. L'université Lomonossov de Moscou est quant à elle fondée en 1755.

### Avant 1917
Cependant l'université de Saint-Pétersbourg cesse de fonctionner entre 1804 et 1819, car le nouveau règlement de l'académie des sciences décide de ne plus avoir d'établissements d'enseignement à sa charge. L'institut pédagogique de Saint-Pétersbourg est alors fondé et s'installe dans les Douze Collèges.
Le 8 février 1819 (ancien style), Alexandre Ier renomme l'établissement en université de Saint-Pétersbourg et la réorganise en trois facultés: la faculté de philosophie et de droit, la faculté d'histoire et de philologie et la faculté de physique et de mathématiques. Elle reçoit le titre d'université impériale de Saint-Pétersbourg, en 1821.
En 1823, une grande partie des cours de la faculté déménage des locaux des Douze Collèges pour s'installer au bord de la Fontanka et en 1824 une version inspirée de la charte de l'université de Moscou est instituée. L'université comprend en 1829 dix-neuf professeurs et 169 étudiants à plein temps. En 1830, l'empereur Nicolas Ier rend les Douze Collèges à l'université. Une nouvelle charte est appliquée à partir de 1835 avec la fondation d'une faculté de droit, d'une faculté d'histoire et de philologie, tandis que la faculté de physique et de mathématiques fusionne avec la faculté de philosophie.
Après les événements révolutionnaires de 1848 en Europe, le sénat décrète que le recteur doit être nommé par le ministre de l'instruction publique, plutôt que d'être élu au sein de l'académie des professeurs de l'université, ce qui provoque une profonde réaction du corps professoral. Cependant Piotr Pletniov est encore nommé, ce qui constitue le mandat le plus long de l'université (1840-1861).
En 1855, les études orientales sont séparées de la faculté d'histoire et de philologie et forment une quatrième faculté, la faculté des langues orientales, fondée le 27 août 1855. En 1859, les jeunes filles peuvent assister aux cours, sans toutefois être étudiantes à plein temps. On compte en 1861, 1 270 étudiants à plein temps et 167 étudiants à temps partiel. La faculté de droit en accueille 498, constituant ainsi la faculté la plus importante. Des troubles estudiantins en 1861-1862 provoquent deux fois la fermeture de l'université par les autorités. Les cours publics sont interdits et les étudiants surveillés par la police. Les opposants les plus actifs sont expulsés. En 1865, il n'y a plus que 524 étudiants.
C'est un oukaze d'Alexandre III, du 18 février 1863, qui restitue ses pleins droits à l'université, notamment celui d'élire son recteur. L'année 1869 est encore agitée, mais 2 588 étudiants en sortent diplômés cette année-là.
En 1880, le ministère de l'instruction publique interdit aux personnes mariées d'être inscrites à l'université. L'année 1882 est encore agitée de troubles, aussi le ministère de l'instruction publique décide de nommer le recteur à partir de 1884. Le 1er mars 1887 (ancien style), un petit groupe d'étudiants qui s'apprêtait à fomenter un attentat contre l'empereur est arrêté. La politique gouvernementale se durcit et l'admission à l'université est soumise à des conditions de plus en plus restrictives.
En 1892, il y a tout de même une promotion de sortie de 9 212 étudiants. Mais l'université est régulièrement agitée par des grèves estudiantines qui se propagent en province. Pendant la révolution de 1905, la charte de l'université est une nouvelle fois amendée. L'autonomie des universités est partiellement restaurée avec le droit d'élire le recteur, ce qui n'était pas arrivé depuis 1884. L'université ferme à plusieurs reprises pendant les troubles de l'année 1905-1906. Son autonomie est révoquée en 1911, ce qui provoque le mécontentement d'une grande partie du corps professoral qui est forcée de démissionner et l'université ferme temporairement.
Lorsque la capitale est rebaptisée en Pétrograd au début de la Première Guerre mondiale, l'université devient l'université impériale de Pétrograd. Une annexe de l'université ouvre à Perm, constituant la base de la future université de Perm.

### Après 1917

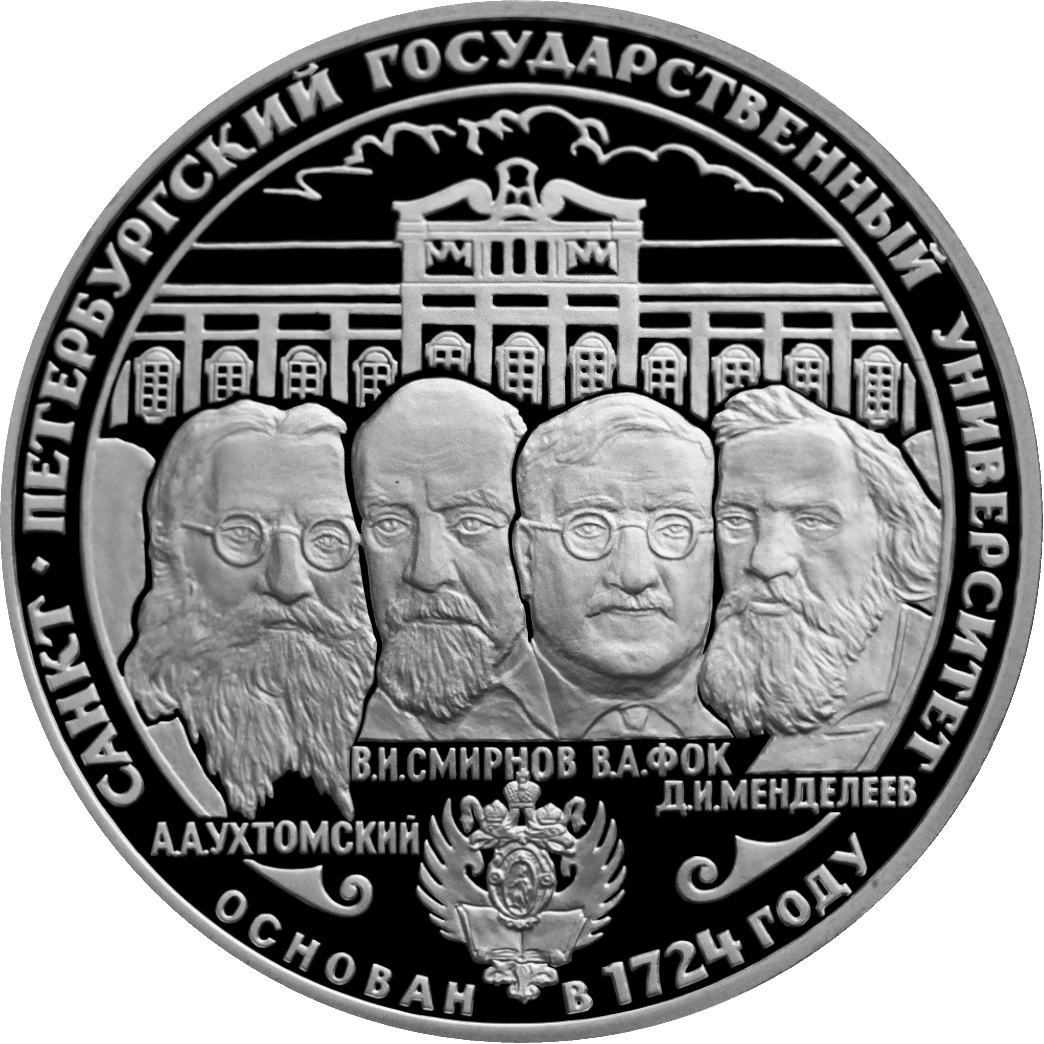
Médaille commémorative de l'université de Saint-Pétersbourg.

Le corps professoral et l'assemblée des professeurs est majoritairement favorable à la révolution de février 1917 qui met fin au régime impérial. L'université perd donc son épithète d'impériale. Mais la révolution d'Octobre est perçue avec méfiance. L'administration de l'université et la plupart des professeurs sont réticents vis-à-vis des nouvelles mesures du commissariat du Peuple à l'éducation. La répression augmente au fur et à mesure de l'intensité de la guerre civile russe entre 1917 et 1922. Un grand nombre de professeurs sont arrêtés sous l'accusation d'activités contre-révolutionnaires. Certains sont fusillés et d'autres contraints à l'exil. Des universitaires sont expulsés et doivent quitter le pays en 1922 à bord de ce que l'on a appelé plus tard les bateaux des philosophes.
En 1918, l'université devient la 1re université de Pétrograd. L'année suivante, elle fusionne avec les Cours Bestoujev (jusqu'alors réservés aux jeunes filles) et avec l'institut psycho-neurologique. Une faculté des sciences sociales est inaugurée la même année à la place de la faculté d'histoire et de philologie, de la faculté des langues orientales et de la faculté de droit. Nicolas Marr devient le premier doyen de ce nouvel ensemble, tandis que le chimiste Alexeï Favorski devient le doyen de la faculté de physique et de mathématiques. Des « Rabfaks » (universités ouvrières) sont instituées ainsi que des cours d'auditeurs libres. Malgré tout cela, comme le rapporte l'étudiante Alice Rosenbaum, la grande majorité des étudiants et des professeurs sont anticommunistes, si bien qu'en 1922 une purge est organisée, basée sur l'origine sociale. Tous les étudiants d'origine bourgeoise (la majorité) sont exclus.
L'université est renommée comme la ville en université de Léningrad en 1924. Une purge visant les historiens se met en mouvement au moment de l'affaire de l'Académie montée de toutes pièces par le pouvoir en 1929-1930 comme tant d'autres qui touchent les milieux intellectuels dans les années 1930. Les professeurs Sergueï Platonov, Evgueni Tarlé et Boris Grekov, parmi d'autres, sont envoyés en détention. Platonov y trouve la mort d'épuisement. D'autres sont emprisonnés ou exécutés pendant les Grandes purges de 1937-1938.
Pendant le terrible siège de Léningrad qui provoque la mort par la faim ou le froid des habitants de Léningrad (1941-1944) des milliers de gens sont évacués, mais ceux des membres de l'université, étudiants, professeurs ou employés qui restent sont condamnés à une mort lente. L'université est finalement évacuée en 1942 à Saratov et une partie à Ielabouga. Le præsidium du Soviet suprême accorde en 1944 l'ordre de Lénine à l'université en reconnaissance de sa bravoure et en hommage à sa contribution aux sciences et à la culture.
En 1948, l'université prend le nom d'Andreï Jdanov qu'elle garde jusqu'en 1989. Les locaux de Petrodvorets (Peterhof aujourd'hui) sont construits à partir de 1966. Elle reçoit l'ordre du Drapeau rouge du Travail en 1969.

### Aujourd'hui

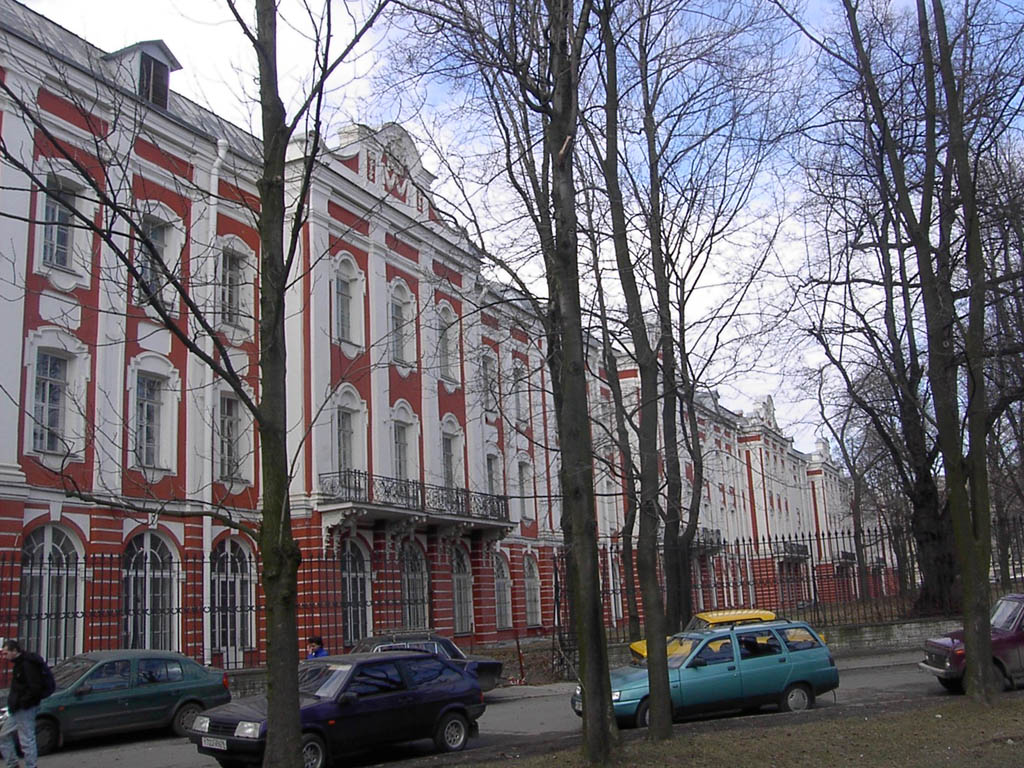
Partie de la façade des Douze Collèges.

Aujourd'hui l'université de Saint-Pétersbourg accueille plus de trente mille étudiants. Treize mille personnes y travaillent, ainsi que près de six mille enseignants dont mille cinq-cents titulaires du doctorat ès sciences et trois mille titulaires d'un doctorat de 3e cycle et quarante membres des académies d'État. Le corps professoral se répartit en 304 chaires d'enseignement.
En 2012, l'université comprenait 2 884 doctorants. La moitié des effectifs des étudiants est d'une autre ville.

## Personnalités liées à l'université

### Recteurs

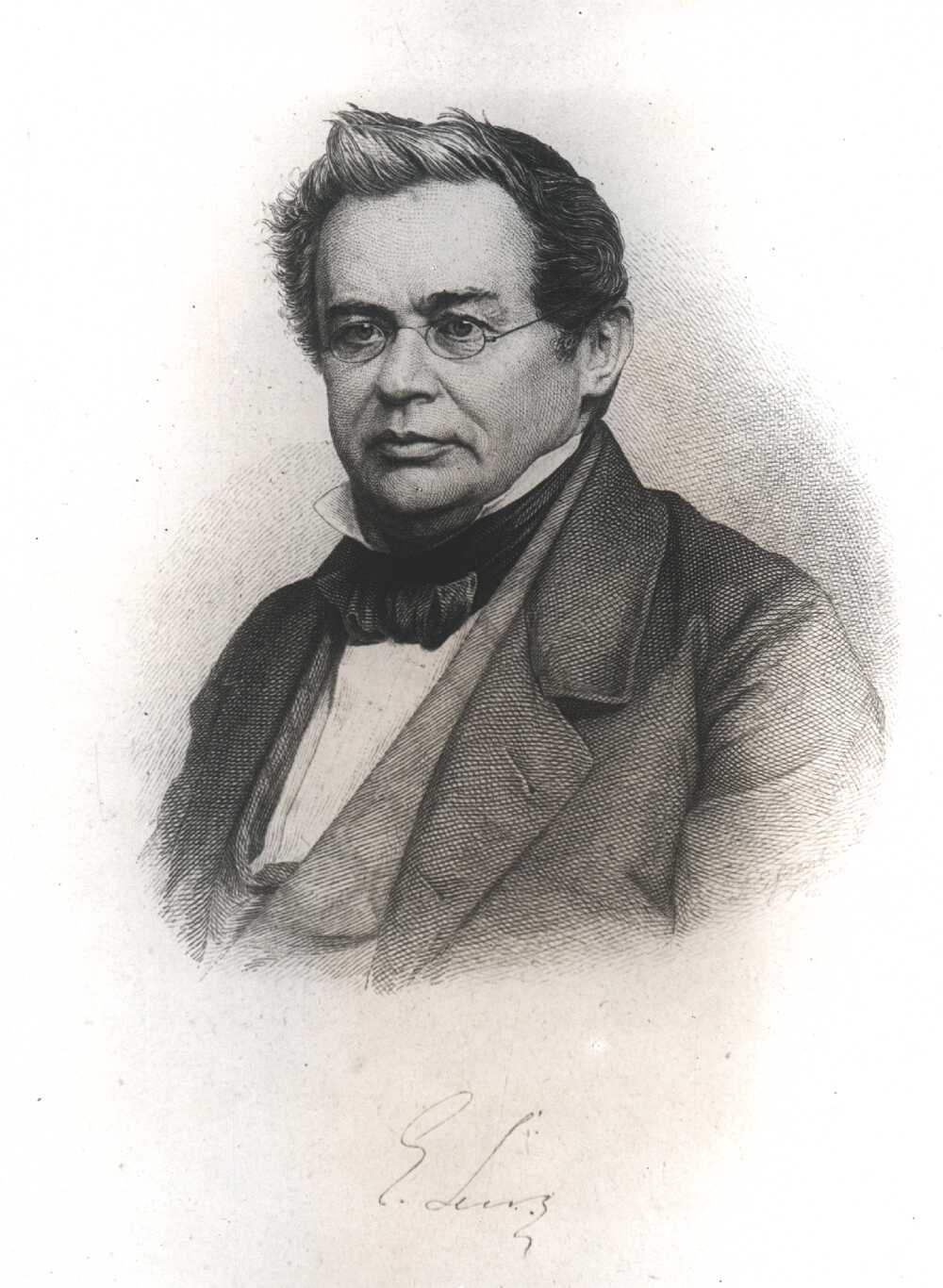
Emil Lenz.

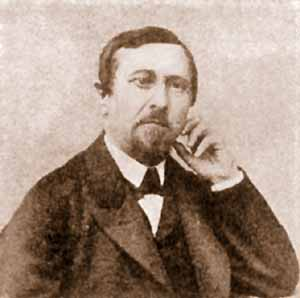
Karl Kessler.

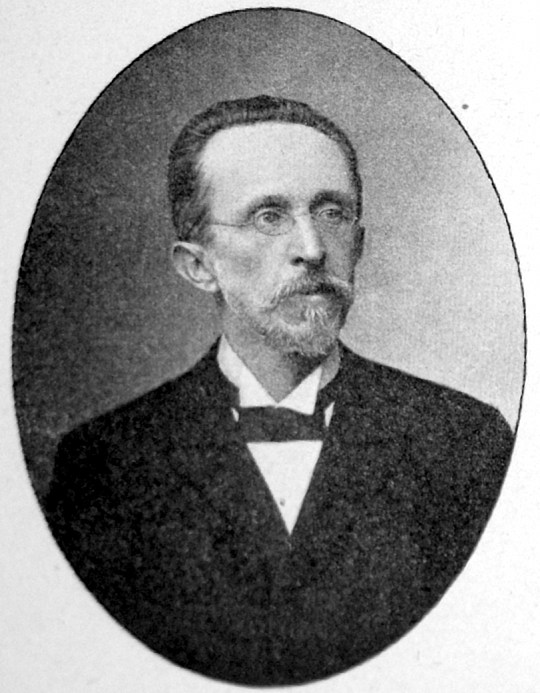
Ivan Borgman.

1819–1821 : Mikhaïl Balouguianski
1821–1825 : Evdokim Ziablovski
1825–1836 : Antoine Jeudy Dugour
1836–1840 : Ivan Choulguine
1840–1861 : Piotr Pletniov
1861–1863 : Alexandre Voskressenski
1863–1865 : Emil Lenz
1865–1867 : Alexandre Voskressenski
1867–1873 : Karl Kessler
1873–1876 : Piotr Redkine
1876–1883 : Andreï Beketov
1883 (1884)–1887 : Ivan Andreïevski
1887–1890 : Mikhaïl Vladislavlev
1890–1897 : Piotr Nikitine
1897–1899 : Vassili Sergueïevitch
1899–1903 : Adolf Holmsten
1903–1905 : Alexandre Jdanov
1905–1910 : Ivan Borgman
1910–1911 : David Grimm
1911–1918 : Erwin Grimm
1918–1919 : Alexandre Ivanov
1919 : Sergueï Jebelev
1919–1922 : Vladimir Chimkevitch
1922–1926 : Nikolaï Derjavine
1926–1927 : Vsevolod Tomachevski
1927–1930 : Mikhaïl Serebriakov
1930–1932 : Youri Nikitch-Kiriltchevski (directeur)
1932–1933 : Victor Seriojnikov (directeur)
1933–1938 : Mikhaïl Lazourkine (directeur)
1938–1939 : Constantin Loukachev (directeur)
1939 : A. Martchenko (directeur)
1939–1941 : Piotr Zolotoukhine (directeur)
1941–1948 : Alexandre Voznessenski
1948–1950 : Nikita Domnine
1950–1952 : Alexeï Iliouchine
1952–1964 : Alexandre Alexandrov
1964–1970 : Kirill Kondratiev
1970–1975 : Gleb Makarov
1975–1986 : Valentin Aleskovski (en)
1986–1993 : Stanislav Merkouriev
1993 (1994)-2008 : Lioudmila Verbitskaïa
Depuis 2008 : Nikolaï Kropatchev

### Professeurs
- Mikhaïl Lomonossov, professeur de chimie et réformateur de l'Académie des Sciences de Saint-Pétersbourg (1711-1765)
- Pafnouti Tchebychev, professeur de mathématiques de 1850 à 1892
- Alexeï Krylov, professeur de construction navale (1890-1916)
- Orest Chwolson, professeur de physique (1891-1917)
- Leonid Kantorovitch, professeur de mathématiques (1930-1939, Institut du génie de construction industrielle ; 1945-1970)
- Alexandre Boutlerov, chimiste ayant fortement contribué à la notion de structure chimique
- Boris Paryguine, docteur en philosophie, psychologue social et universitaire
- Sofia Poliakova, professeure de littérature grecque ancienne et byzantine

### Étudiants
- Mikhaïl Artamonov (1898-1972), historien et archéologue. Spécialiste des études khazars.
- Gueorgui Dmitrievitch Bohemski, historien du cinéma
- George Gamow, cosmologiste et vulgarisateur
- Valentin Glouchko (1908-1989), pionnier de l'aéronautique
- Aliona Gloukhova, romancière
- Nabi Khazri (1924-2007), poète azerbaïdjanais
- Vladimir Ilitch Oulianov dit Lénine (1870-1924), révolutionnaire bolchevik et un des principaux protagonistes de la révolution russe.
- Mikhaïl Lomonossov (1711-1765), académicien

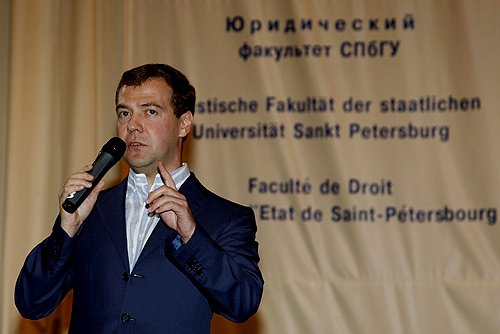
Le président Dmitri Medvedev en visite à la faculté de droit de l'université de Saint-Pétersbourg, en juin 2008.

- Evgueni Maximov (1849-1904), lieutenant-colonel, correspondant de guerre.
- Dmitri Medvedev (1965-), ancien président et Premier ministre de la fédération de Russie.
- Viatcheslav Menjinski (1874-1934), bolchevik, tchékiste, il fut commissaire du peuple aux Finances et vice-président de la GPU.
- Nicolas Muskhelichvili (1891-1976), mathématicien et académicien géorgien.
- Evgueni Pachoukanis (1891-1937), l'un des juristes les plus importants des années 1920-30.
- Ivan Pavlov (1849-1936), médecin et physiologiste, lauréat du prix Nobel de physiologie ou médecine de 1901 et de la médaille Copley en 1915.
- Grigori Perelman (1966-), mathématicien russe lauréat de la médaille Fields qui a démontré la conjecture de Poincaré.
- Irina Podnosova (1953-), juriste russe, présidente de la Cour suprême.
- Sergueï Pougatchev (1963-), homme d'affaires et milliardaire russe.
- Vladimir Poutine, ancien Premier ministre et actuel président de la fédération de Russie.
- Léon Thérémine (1896-1993), pionnier de la musique électro-acoustique
- Gueorgui Tchitcherine, bolchevik et ancien commissaire soviétique du peuple aux Affaires étrangères.
- Ayn Rand, romancière.
- Alexandra Vydrina (1988-2021), linguiste russe.

## Bibliothèque scientifique Gorki
La bibliothèque scientifique Gorki est l'une des bibliothèques les plus anciennes de Russie, car elle remonte à 1783. La bibliothèque de l'académie des sciences de Russie est la plus ancienne, puisqu'elle a été fondée en 1714, la bibliothèque de l'université de Moscou date de la fondation de l'université en 1755 et la bibliothèque nationale russe a été fondée en 1795.
Le fonds de la bibliothèque est constitué de 6,9 millions d'ouvrages, derrière la bibliothèque de l'académie des sciences (20,5 millions) et la bibliothèque de l'université de Moscou (environ 10 millions).

## Musées et collections
Les collections de l'Université de Saint-Pétersbourg comptent plus de 3 millions d'articles et sont largement utilisées dans la recherche scientifique et les programmes éducatifs.
Depuis 2017, l'activité muséale fait partie des activités de l'Université de Saint-Pétersbourg en raison des modifications de la Charte approuvées par le décret n ° 1402  du gouvernement de la fédération de Russie du 22 novembre 2017. Depuis 2021, l'Université de Saint-Pétersbourg est membre de l'Union des musées de Russie.
Le département des collections du musée et de l'université comprend: le musée d'histoire de l'université d'État de Saint-Pétersbourg, le musée-archive D.I. Mendeleev, le musée V.V. Nabokov, Musée d'art moderne Diaghilev, le musée d'histoire de la physique et des mathématiques, le musée de minéralogie, le musée de pétrographie, le musée paléontologique, l’herbier et le jardin botanique.

## Publications

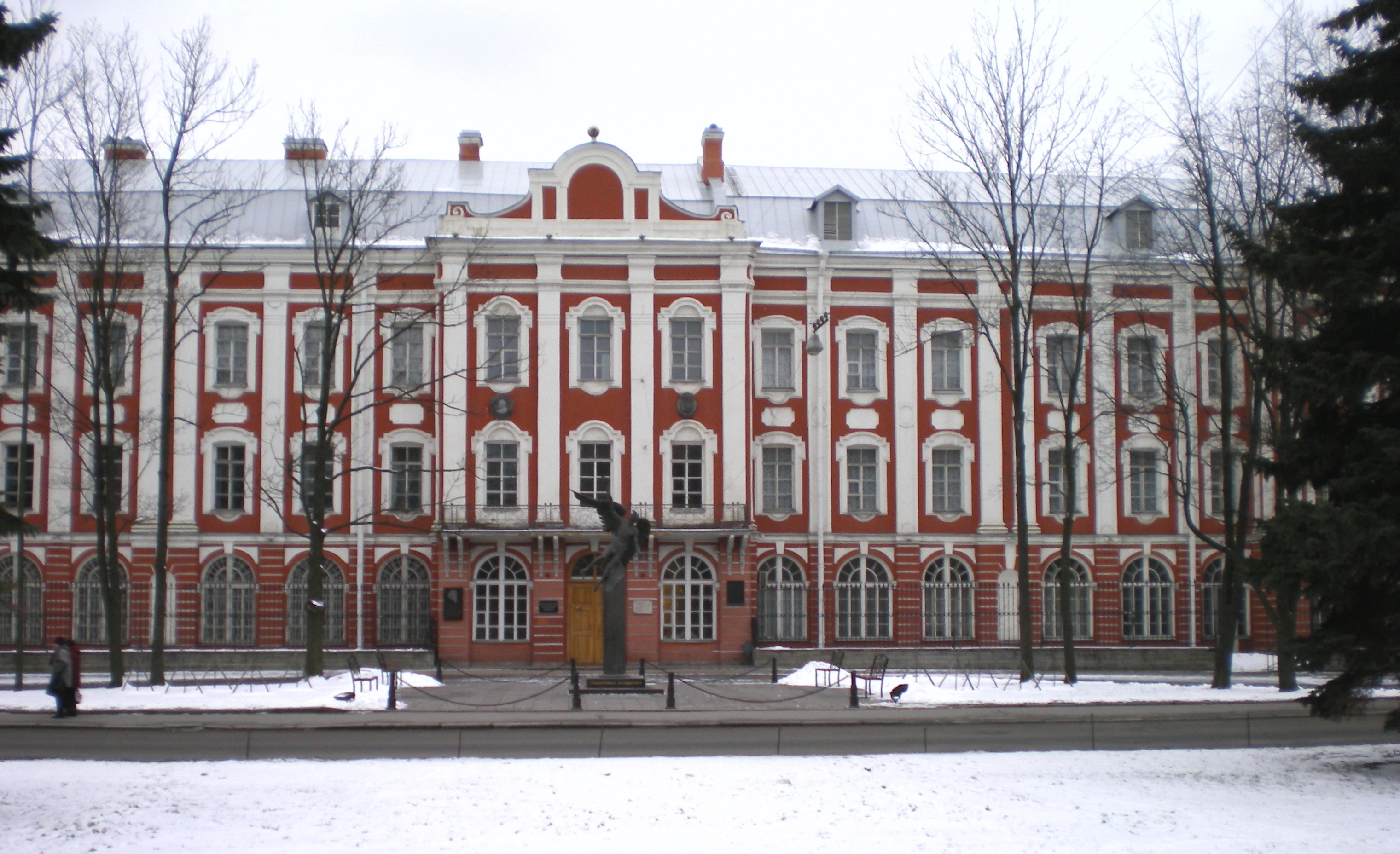
Entrée principale de l'université avec la statue du génie de l'université.

La maison d'édition de l'université de Saint-Pétersbourg est la plus importante parmi les éditions universitaires de Russie (derrière l'université de Moscou) par le nombre d'ouvrages publiés. Ses services contribuent aussi à toutes les universités de la région Nord-Ouest. Elle est en lien avec des maisons d'éditions aux États-Unis, en Angleterre, en France, aux Pays-Bas, etc. Comme revues, elle édite entre autres Le Messager de l'université de Saint-Pétersbourg la revue Jurisprudence ( («Правоведение»), la revue La Toute nouvelle histoire de Russie («Новейшая история России») et la collection Les Annuaires russes du droit (Российские ежегодники права).

## Sport
Le complexe sportif de l'université consiste en cinq stades, 12 salles de sport, une piscine et une base de ski au village suburbain de Kavgolovo. La section de culture physique et de sport est ouverte à tous les étudiants avec des cours obligatoires et des entraînement répartis en plusieurs sections ou clubs sportifs.
Plusieurs unions sportives ont leur siège à l'université, dont le club des alpinistes «Bars», la section de yachting, ou le club de voile. Tous les ans ont lieu les « spartakiades » où rivalisent trente-cinq sortes de sport. Le «prix de l'étudiant de Première année»  comprend dix sortes de sport. En 2010, les équipes d'escalade et de course d'orientation ont remporté les prix universitaires de Russie.

## Activités internationales
L'université de Saint-Pétersbourg est ouverte à l'international. Elle compte plus de 230 universités partenaires à travers le monde dans soixante pays.
Elle participe à des programmes internationaux et à des expositions internationales. Elle est membre de treize associations internationales et collabore avec des organisations internationales.
Aujourd'hui, l'université réalise 19 programmes en partenariat avec des universités de l'étranger; certains sont menés en anglais uniquement.
Elle participe aux programmes de mobilité des organisations suivantes : Erasmus Mundus External Cooperation Window, Finnish-Russian Cross Border University, Finnish-Russian student exchange program, Université de Santander, Campus Europae.
L'université est membre de l’Université de l'Arctique. UArctic est un réseau international d’universités, d’instituts de recherche et d’organisations ayant pour but de promouvoir, coordonner et soutenir la recherche ainsi que l’éducation en régions arctiques. Cependant, depuis le début de la guerre russo-ukrainienne, la collaboration a été interrompue.

## Jumelages

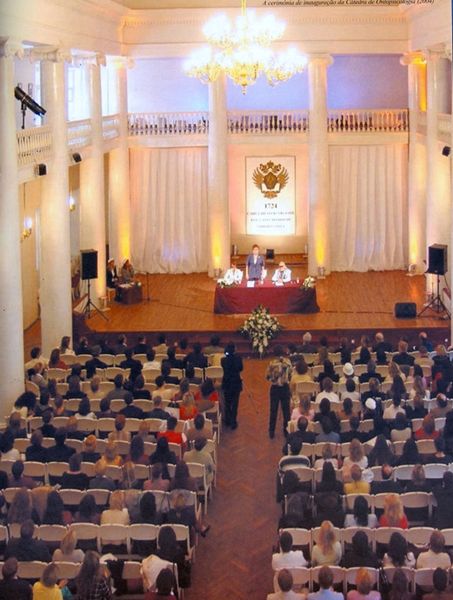
Ouverture officielle de la chaire d'ontopsychologie en 2004.

- Université européenne Viadrina, Francfort-sur-l'Oder, Allemagne.
- Université de Greifswald, Allemagne.
- Université de Paderborn, Allemagne.
- Université de Passau, Allemagne.
- Université de Potsdam, Allemagne.
- Université Carleton, Canada.
- Université Chien Hsin de science et de technologie, République de Chine (Taiwan).
- Université Hankuk des études étrangères, Séoul, Corée du Sud.
- Université de Tartu, Estonie.
- Université George-Mason, États-Unis.
- Université de Californie, États-Unis.
- Université Pierre-Mendès-France, Grenoble, France
- Université de Groningue, Pays-Bas.
- Université Kadir-Has, Istanbul, Turquie.

## Honneurs
L'astéroïde (549706) Spbuni est nommé en son honneur.